# 杯狀蓋陰石蕨
杯狀蓋陰石蕨（学名：Davallia griffithiana）为骨碎補科骨碎補屬下的一个种。